# 坦克世界
《坦克世界》（俄语：Мир танков，英语：World of Tanks, WoT）是由白俄羅斯戰遊網公司所開發的團隊制大型多人線上遊戲，亦為戰遊網首款免費網路遊戲。遊戲的主題為1910到1990年代左右的戰車對戰，玩家可以駕馭來自美國、英國、法國、德國、蘇聯、日本、中國、捷克斯洛伐克、瑞典、波蘭以及義大利共11个国家的戰車，目前共有約600多輛戰車可以使用。
遊戲在2010年於獨立國協地區推出，2011年4月於北美、歐洲等地推出，於2012年在東南亞、南韓地區推出。而部分地區則由代理商負責營運，例如中國大陸的「空中網」，2020年3月12日中国大陆运营商变更为空中网与奇虎360联合运营、越南的「VTC Game」。目前包含代理商伺服器，共有七個伺服器（地區）營運中。
本遊戲成功取得健力士世界紀錄大全中的「同一時間及MMO伺服器中最多在線玩家」紀錄。該紀錄註冊於2011年1月23日，共91,311名玩家連線俄羅斯伺服器。
透過戰遊網旗下的Wargaming.net遊戲平台，玩家可以使用該平台帳號登入此款遊戲以及其他兩款姊妹作品《戰機世界》與《戰艦世界》，並且共用加值帳號。

## 相關/衍生作品

### 戰車世界：現代裝甲
《坦克世界：现代装甲》（英语：World of Tanks Modern Armor）原名《坦克世界主机版》（英语：World of Tanks Console）是基於《戰車世界》並針對家用主機環境所重新開發的全新遊戲，付費機制則與 PC 相同（但 Xbox Live 服務需要透過金會員才能連線，銀會員則是七天免費）。而針對家用主機環境的全新設計，不論在畫面、音效、以及遊戲內容都有別於 PC 版本。
XBOX ONE版也像XBOX360一樣要金會員才能遊玩。畫質、音效則比XBOX360更好。
本作於2013年6月在微軟E3展前發表會中首次公開，於2014年2月正式上市。

### 戰車世界：閃擊戰
《戰車世界：閃擊戰》（英語：World of Tanks Blitz；独联体版名：Tanks Blitz），中国大陆译为《坦克世界：闪击战》，是2013年5月，戰遊網公開了基於Android以及iOS行動裝置（平板/智慧型手機）所開發的《戰車世界》系列遊戲。於2014年6月26日釋出iOS版本，於5月在瑞典、冰島、丹麥、芬蘭、挪威等地搶先推出；2014年12月4日，推出Android版本。而目前已可在Windows或macOS作業系統電腦下載遊玩。其中macOS版本的遊戲主程式至今仍有無法（使用內建中文輸入法）輸入中文的問題，持續數版本仍未改善。
2017年12月14日，網易代理的中國大陸區《坦克世界：闪击战》在AppStore首發，而在同年12月21日全平台公測。
2020年8月26日，官方宣布本作当天登陆任天堂Switch平台。

## 游戏地图
截止至2023年9月1日，在坦克世界中下列地图出现在游戏当中（注：下列地图的中文译名均翻译自坦克世界俄文官网，并参考中国及亚洲直营服务器译名做出翻译）：

### 夏季地图
- 韦斯特菲尔德
- 帝国的边境（中国服旧译：钢铁长城；中国服现译：钢铁壁垒）
- 卡累利阿
- 里夫奥克斯
- 拉斯威利
- 齐格菲防线
- 马利诺夫卡
- 明斯克（中国服译：太阳城，2022年因俄乌冲突删除，2023年俄服恢复）
- 修道院（中国服及亚洲直营服译：小镇争夺战）
- 穆勒万卡
- 尼德堡（俄语直译：尼贝尔堡）
- 领主（中国服译：诺曼底）
- 奥廖尔凸角（亚洲直营服译：腹地）
- 巴黎（中国服译：浪漫之城）
- 胜利之门
- 普罗旺斯（亚洲直营服译：行省；中国服译：坎帕尼亚）
- 工业区（亚洲直营服译：皮尔森；中国服译：布拉格）
- 普罗霍洛夫卡
- 雷德郡（亚洲直营服译：斯特拉斯福）
- 矿山（亚洲直营服译：湖边的角逐）
- 鲁别克
- 费舍尔湾
- 草原（亚洲直营服译：荒漠之地）
- 寂静海岸
- 苔原（中国服译：喀秋莎）
- 慕尼黑
- 悬崖（亚洲直营服译：海岸争霸）
- 北欧峡湾
- 州际公路
- 锡默尔斯多夫
- 安斯克
- 柏林
- 珠江之源
- 旧海港（亚洲直营服译：避风港）
- 前哨
- 牡蛎湾（除俄服以外）
- 斯大林格勒（仅俄服）

### 冬季地图
- 克朗代克
- 曼纳海姆防线（中国服译及亚洲直营服旧译：极地冰原）
- 冰川（中国服译：冰川之地）
- 埃勒斯堡
- 斯杜季昂奇（亚洲直营服译：斯图吉安克）

### 沙漠地图
- 阿拉曼机场
- 流沙之河（中国服及亚洲直营服译：荒漠小镇）
- 失落之城（亚洲直营服译：幽灵小镇；中国服译：魅影小镇）
- 埃里哈罗夫

### 前线模式
- 诺曼底
- 发电厂
- 海市蜃楼

### 侦查任务模式
- 周公山谷
- 最后的边疆
- 冰川（侦查任务模式）

### 钢铁猎手模式
- 404地区（亚洲直营服译：404 区域；中国服译：梦境之地）
- 阿尔扎格4.04（亚洲直营服译：阿尔萨吉尔 4.04；中国服译：阿尔扎吉 4.04）
- 菲儿努尔费尔（亚洲直营服译：费尔努费尔；中国服译：菲努菲尔）

### 其他特殊模式
- 坦克大战（活动）
- 苔原体育场（2016年欧洲杯活动足球模式）
- 坦克大战2015（活动）
- 月球模式（活动）
- 冰封模式（活动）
- 史诗前线（活动）
- 哈尔科夫—狙击利维坦（万圣节活动）
- 埃菲尔体育场（2018年世界杯活动足球模式）
- 坦克拉力赛（活动）
- 新兵营
- 锡默尔斯多夫体育场（2016年欧洲杯活动足球模式）
- 锡默尔斯多夫体育场2（2018年世界杯活动足球模式）
- 柏林（2020年胜利日“通向柏林之路”活动）
- 世纪之始（坦克发明100周年活动）
- 米尔内-13（万圣节活动）

### 被删除的地图
- 哈尔科夫（2022年因俄乌冲突暂时删除）
- 明斯克（除俄服以外的其他服务器）
- 飓风小镇
- 鲁别克（冬季）
- 鲁别克（烈焰）
- 锡默尔斯多夫（冬季）
- 科马林
- 密特朗
- 普罗霍洛夫卡（烈焰丘陵）
- 港口（中国服译：钢铁丛林）
- 神圣山谷
- 西北之城（中国服译：西部小镇）
- 北方之城（中国服译：别洛戈尔斯克）
- 神秘的村庄（中国服译：迷雾小镇）
- 斯大林格勒（除俄服外的所有服务器）
- 黑暗沼泽
- 龙脊梯田（中国服译：香格里拉）
- 西南海岸（中国服译：雅尔塔小镇）

## 遊戲模式

### 隨機模式
按坦克等級隨機分配30名玩家，分成兩隊在一個隨機的模式和地圖中對戰，收入為銀幣和經驗值。

#### 標準戰鬥
雙方隊伍以各 15 輛戰車參戰，基地各位於地圖的一側。勝利的條件是摧毀所有敵方戰車，或佔領敵方基地。每回合戰鬥時間最長 15 分鐘。若時間結束時，未有任何一方佔領敵方基地或是摧毀所有戰車，則該回合平手。平手在遊戲中視為雙方皆輸。

#### 突襲
當玩家研發出 6 階以上戰車，即可隨機分配進入突襲戰模式。玩家亦可在設定中關閉進入突襲戰模式佇列。雙方隊伍以各 15 輛戰車參戰，「僅有一方」擁有基地。防守方的任務是「保護基地不被佔領」，而進攻方必須攻擊並在「回合時間結束前占領基地」，或是「摧毀敵軍所有戰車」。回合時間為 10 分鐘 。若回合結束時，防守方仍保有基地，則防守方獲勝。

#### 遭遇
當玩家研發出 4 階以上戰車，即可隨機分配進入遭遇戰模式。玩家亦可在設定中關閉進入遭遇戰模式佇列。雙方隊伍以各 15 輛戰車參戰。地圖上僅有一座中立的基地。勝利條件為在回合時間結束前，「佔領基地」或「摧毀敵軍所有戰車」。回合時間 15 分鐘。若時間結束時，「未有」任何一方「佔領基地」或是「摧毀所有戰車」，則該回合平手。

#### 大戰
9.20 版本增加的新模式，遊戲規則與標準戰鬥相似，每隊 30 名玩家，只有駕駛 X 階車能進入此模式。

#### 國家對抗戰
此模式目前已於版本 9.0 移除。
8.11 版本增加的新模式，玩家需和駕駛同一國籍戰車的玩家一起進行對戰，對抗另一群駕駛不同國籍車輛的玩家，基本上與標準模式無異。因中國和日本可用的車輛種類過於稀少，故無法進入此模式。

### 隊伍戰鬥
類似電子競技賽事的遊戲人數與規則，7 vs 7 戰鬥並且最高使用 8 階戰車，總階級數不得超過 54 點。

### 裝甲連
此模式目前已於版本 9.19 移除。
玩家可以組一隊最多 15 人的隊伍，對抗其他同樣裝甲連隊伍。共有三個等級，每個等級的車種、車種可使用階級數、總階級數限制皆有不同。

### 史實戰鬥
此模式目前已於版本 9.2 移除。
9.0 版本增加的新模式，该模式下玩家将参与二战时期的三次重大战役，包括库尔斯克战役、突出部战役以及惊蛰行动。该模式暂适用于两张地图：普罗霍洛夫卡和埃勒斯堡。其中前者为“库尔斯克”战役中的一次重要坦克大战的战场，后者则被当做突出部战役和惊蛰行动的作战地点。

### 大亂鬥
此模式目前已於版本 9.15 被移除。
9.10所加入的遊戲模式，並於9.9版本以活動名義加入測試。此模式僅限10階 ( X階 ) 車輛進入，在9.9版時則以系統提供之活動用車輛進入。
不同於隨機戰鬥被擊殺即結束的玩法，在爭霸戰中車輛被擊毀的話將可以駕駛其他車輛進入戰鬥，而且每輛車被擊毀後需要一定時間冷卻，藉此預防玩家固定大量使用同一輛車。
模式皆在為此模式特殊建立的地圖上展開，在這些地圖上會有固定的"重生點" ( 車輛重生之地點 ) 、"維修點" ( 可進行維修及補給，且補滿車輛血量 ) 。
遊戲以特殊的積分方法進行，每位玩家擊毀一名敵人時得到1分，奪得地圖中央的旗子得到50分 ( 各地圖皆不同設定 ) ，當得到一定的分數則為贏家。

### 特殊戰鬥
用於公會領土戰、官方線上競技賽事。會在戰鬥開始前 15 分鐘跳出，玩家必須要在戰鬥開始前將人員排入主要戰鬥佇列，並選定好戰車之後等待開始。

### 訓練模式
與隨機模式相同，虽然免修理费，但無收入、需要付出炮弹和补给的费用。遊戲不可以一人進場，至少需要兩人以上。
部分玩家會利於此功能進行賽車、鬼抓人...等遊戲，規定通常依房內玩家達成共識。亦有玩家會以此功能號召新手進入，教導其更為詳細的遊戲玩法。
部分時候官方舉辦的特殊遊戲也在此模式中進行。
WCG 2012的比赛中采用的“42级分房”比赛模式则基于"训练模式"进行。即7位参赛选手选用车辆的总等级不能超过42，而且不能使用车辆配件。

### 公會戰
24小時運作的作戰系統，玩家可自行加入喜愛的軍團，攻佔或防守周圍的領土。軍團中設有軍階，高級軍官由軍團長任命並有更多的管理權限。收入除了銀幣和經驗值，越多的領土意味着越多的金幣，由財務長分配。

## 戰車類型
- 戰車主要按國家可分為美國、英國、德國、法國、蘇聯、中國、日本、捷克斯洛伐克、瑞典、波蘭及意大利。（由於避免煽動種族仇恨，1945年以前纳粹德国的戰車軍徽、國旗皆以國防軍軍徽取代卐字，日本戰車同樣也以現今日本國旗日之丸取代旭日旗，中国坦克使用的是二战期间尚未成立的中华人民共和国国旗）。
- 在中国大陆的服务器版本中，為符合政府法令規定，上述國家被改稱為M系、Y系、D系、F系、S系、C系、R系、J系、V系、B系和I系。
- 按類型可分為[31]：

1. 輕型坦克（Лёгкие танки；Light Tank，簡稱LT）：含部分小戰車，為初階至中階主要使用的戰車。一般特色為火力弱、装甲薄、車身小，但通常速度快、機動性和隱蔽性高，並具有較優異的視野。主要任務為侦查敌方目标、擾亂敵軍，遊戲初期亦作為主力。
2. 中型坦克（Средние танки；Medium Tank，簡稱MT）：各種能力較為平均，裝甲較輕型坦克厚而機動性高於重型坦克，有能力進行各種任務。
3. 重型坦克（Тяжёлые танки；Heavy Tank，簡稱HT）：含部分超重型戰車、中階至高階才可使用的戰車。其體積通常較為龐大，火力也較強大，裝甲厚重，但多數機動性差、隱蔽性低，通常用於正面突破、陣線防守以及主要火力輸出。
4. 驅逐戰車（Противотанковая САУ，簡稱ПТ-САУ；Tank Destroyer，簡稱TD）：含突擊炮和部分自走炮，一般为自行加农炮或反坦克炮。火力往往較同級戰車來得強大，但多數没有可旋轉的炮塔是驅逐戰車最大的缺點（射击视角會因此受限），部分車種除外。
5. 自行火炮（Самоходная артиллерийская установка，簡稱САУ；Self-Propelled Gun，簡稱SPG）：一般为自行榴弹炮或加／榴炮。除一般直接瞄準射擊外，自行火炮使用「鷹眼模式」瞄準，而非一般坦克使用的「狙擊模式」，可以鳥瞰地图（无法看到未被侦查发现的坦克，但可看見炮彈軌迹）。武器威力大多超越重型坦克或坦克歼击车，但装甲防护極弱，需要额外保护和小心配置。大多數沒有可旋轉的炮塔，只有極少數車例外。

## 電子競技賽事
電子競技聯盟已于2011年开始为《坦克世界》举行职业电子竞技（eSports）锦标赛。根据ESL第九赛季赛程（ESL Major Series（页面存档备份，存于）），参赛队伍可获奖金共计7,500欧元。在Go4WoT（页面存档备份，存于）杯赛中，参赛队伍每月可获1300欧元。每一个同时拥有《坦克世界》和ESL帐号的人都可以参加这些比赛，并展现自己成为一名职业玩家的潜力。
戰遊網於 2012 年成立電子競技部門，並於 2013 年成立自家電子競技賽事聯盟「Wargaming.Net League」（簡寫：WGL），同年《戰車世界》各地伺服器進行聯盟旗下的官方線上賽事/實體賽事，於 2014 年 4 月首次舉行《戰車世界》世界大賽總決賽。

## 獎項與評價
| 汇总媒体     | 得分   |
| ------------ | ------ |
| GameRankings | 81.87% |
| Metacritic   | 80/100 |

| 媒体         | 得分   |
| ------------ | ------ |
| GameSpot     | 8.0/10 |
| IGN          | 7.5/10 |
| PC Gamer英国 | 85/100 |

- The first prize for the "Best Online Client Game", KRI（英语：Russian Game Developers Conference） 2010.[37][38]
- "Best New Concept" award on E3 2010.[39]
- "Best Free MMORPG" according to the MMORPG Center’s 2010 Player’s Choice Awards.[40]
- "Most Anticipated Free MMORPG" according to the MMORPG Center’s 2010 Player’s Choice Awards.[40]
- "Most Anticipated MMO in 2010" according to the MMOSITE's Reader's Choice Awards 2010
- "Favorite Strategy MMO in 2010" according to the MMOSITE's Reader's Choice Awards 2010 [41]
- 健力士世界紀錄大全: 最多人同時上線的MMO伺服器 [7]
- "Gold Award" from Gamers Daily News [42]
- "Best Game" KRI 2011[43]
- "Audience Award" KRI 2011[43]
- Best «Game that Needed the Award» Award from Gamepro on E3 2011[44]
- «Rising Star Award for E3 2011» from mmorpg.com[45]

## 争议

### 游戏本身程序

#### 分房系统
为了让双方队伍及每个玩家之间的战斗力不会差距过大，游戏会根据不同坦克赋予权重进行分房。
但仍有时会发生玩家之间的战斗力差异太大，导致游玩较低阶级坦克的玩家无法对团队做出有效输出，进而影响其收益及游戏体验。

#### 自行火炮的平衡问题
在0.9.17 版本之前，由于大部分自行火炮的的瞄准时间及装填时间相较其他坦克长许多，准度也低许多，但若准确命中后通常可造成大量伤害，使得游玩该车种十分仰赖运气，从而影响了许多玩家的游戏体验。
到了9.18版本，官方大幅降低了自行火炮的伤害与穿透力，并加入能暂时弱化敌方坦克的能力，试图解决这些问题。 
2020年2月10日，坦克世界开启了包括弹种、车辆生命值在内的平衡机制改革测试。Wargaming决定调整在游戏中高爆弹的伤害系数，取消或削弱大部分装甲车辆火炮的高爆弹穿深以降低高爆在实际游戏中的伤害系数。由于0.9.18版本更新以后自行火炮只能通过高爆弹获得伤害，涉及弹种的改革会对其游戏机制产生巨大影响，Wargaming决定在坦克世界未来更新中，将恢复自行火炮的武器装配三种不同类型炮弹。即标准弹药为高爆弹（具有较高的杀伤力和一定溅射范围，并可使敌方人员产生弹震眩晕效果），同时增加了特种高爆弹（杀伤力和溅射范围较标准高爆弹大，但无标准高爆弹的眩晕效果）和穿甲弹或破甲弹二选一（具有高穿透力，但是伤害较高爆弹略低且无溅射和眩晕效果）。

#### 苏联战车偏袒问题
苏联坦克似乎都存在着帐面数据上没有显示的优势，这些优势被部分英语玩家戏称为斯大林元素(Stalinium)，被部分中国大陆玩家称为俄国人的“亲爹光环”。具体可以表现为以下几种方式。

##### 不符合史实
由于设置了分房系统，对战时会进入同一房的坦克并非历史上会遭遇的坦克。例如，德国虎式坦克主要遭遇的对手是美国M4“谢尔曼”或者是苏联T-34/85、IS-1、IS-2，就性能而言虎式或黑豹坦克无论在机动力、防御以及火力上都单方面赢过盟军的大多数战车，而由于分房系统，VII阶的虎式坦克往往对上的是史实中不曾出现过的苏联图纸车或是二战结束之后于冷战中出现的新型坦克。但这种现象并非针对非苏联坦克，其相反情形也存在。例如T-34/76和KV-2于历史上对战的通常是38(t)、III号或IV号战车，而由于分房系统，T-34/76被设定在V阶，需和德国后期才列装的IV号战车H型对战；KV-2更是被设定在VI阶，有时需与史实中不曾出现过的VI阶甚至VII阶德国图纸车（VK系列）对战。这使得苏联坦克在史实中优秀的性能完全被游戏系统给抵销掉了。

##### 苏联战车的隐形装甲
苏联的坦克在游戏中有着不可思议的跳弹机率，且往往发生在仅需要最后一击的时候发生，并且跳弹的角度可以发生在几乎不可能发生跳弹装甲最薄弱的侧面与正后方。

### 中国大陆代理商方面

#### 百萬拖拉機
遊戲推廣早期，代理商為吸引名氣以“不刪檔內測 ( 指營運前的內部測試 )”為宣傳，但過渡到正式營運時，代理商違背原有的宣傳而將所有玩家的科技樹進度轉換成等值的經驗，平均分配於各系初階戰車，迫使玩家必需消費，以轉移那些經驗至其它戰車，才能換回原本內測時期累積的進度從而引發爭議。
由於初階車輛外型皆酷似拖拉機，而玩家內測時的經驗往往以百萬為單位計算，故本次風波被稱為"百萬拖拉機事件"。

#### “反和諧”
因應中國法規規定，遊戲內不得出現現實國家、政權之標識，因此所有遊戲內預設之國籍標識皆被代理商修改過，也因此孕育了“反和諧”補丁以顯示正確之標識。

#### 黃金59式
2012年1月，戰車世界中國代理商空中網宣布將在遊戲中加入一款新的金幣道具黄金59式，這款金幣道具相較59式擁有更高的收益。
不久之後，空中網將此金幣道具公然預定特惠商城（中國區特有之網路商城）出售，價格為3888RMB，而後又將此道具加入抽獎活動的獎品項目中，此舉違背當初承諾（只作為獎品發放給超级杯賽的冠軍隊隊員），引發廣大玩家的不滿，不少的玩家開始自發性的或有組織的發起TK（Team-Kill，傷害隊友）或者有意干擾己方使用該道具的玩家，空中網為保護這些玩家一度採取TK黄金59式立即封鎖帳號的措施，但此舉反而增加了黄金59被TK的機率，甚至有開場一人一炮的默契。此後黄金59式長期成為《戰車世界》玩家熱議的話題，2013年初空中網將黄金59式從特惠商城下架，但根據GARPHY網站的數據表明，該道具仍以不正常的速度增加（每屆超级杯賽最多產生14輛黄金59式）。

#### WZ-111欺诈玩家事件
2012年4月12日，推出的一輛加值坦克WZ-111，售價約合350元人民币，其穿深高達214毫米，吸引玩家搶購，5000輛WZ-111被搶購一空。但空中網卻在4月19日，將WZ-111的穿深降為175毫米，引發玩家不滿。 

#### “80金币”事件
空中网在0.74版本的更新内容最后一条中表示拆卸配件的价格从10金币改为80金币，这一举动不与其他地区的运营商同步，引起玩家不滿。2012年8月13日，空中网于0.75版本的升级公告中表示拆卸配件的价格回归10金币，并补偿玩家在0.74版本中拆卸配件造成的损失。

#### 屏蔽游戏币购买收费道具功能的争议
试运行特种炮弹银币化是开发商为了游戏平衡性进行的尝试，从0.8.4版本开始以400银币：1金币的比率为玩家提供特种弹药。
而中国伺服器0.8.4的更新中没有看到这一条，玩家普遍反应Wargaming目前的车辆平衡性是根据银币化特种弹药制定，这使得中国伺服器的某些车辆战斗力明显不符合等级。空中网于0.8.6版本後才提供此功能。

#### 抽奖页面涉嫌造假
非常多的玩家反应自己参与抽奖时指针指向了特种坦克或者比较贵的礼品如IPAD，而抽奖页面显示错误或是显示得到了某型号的特种炮弹，而空中网的客服并不能解释这个问题。

#### 1200金币恢复成员
在更新9.16后，坦克世界推出恢复成员、坦克系统，与其他服务器不同的是，原本需要60,000银币的恢复成员服务在中国服务器上需要1200金币，而恢复金币坦克则在其特惠商城中另外付款，引發玩家不滿。

#### 1.0 版本更新
在Wargaming宣布坦克世界1.0版本的更新预告后，空中网也上线了相关页面。但是在2018年3月26日Wargaming发布1.0之后，国服更新事宜仍然杳无音讯。至今在空中网坦克世界页面，依旧显示1.0的更新预告。《坦克世界》技术删档测试于6月9日10:00点正式开启，本次删档封测是《坦克世界》第一次技术性测试，目的主要是测试南北区合服、数据继承、三线机房线路等内容。

#### 空中网与360联合运营
2020年3月12日发布会上强调，坦克世界中国区由空中网与360联合运营，坦克世界中国区官方网址变更为https://wot.360.cn/ （页面存档备份，存于） （页面存档备份，存于）。账号登录改为奇虎360账号。

#### 三件紫装补偿召回
2020年7月15日，360宣布国服开启“不删档测试”，并给予“老兵奖励”。多数老玩家登录后获得3件紫装配件。但360坦克世界运营方在2020年7月20日发布公告，三件紫装为限时道具，将于7月30日收回，引发大量游戏的老玩家不满。

## 跨界合作

### 少女与战车
《坦克世界》與2012年10月放送的日本原創動畫《少女與戰車》有合作。在2014年台北國際電玩展時便邀請淵上舞（西住美穗的聲優）與中上育實（秋山優花里的聲優）兩位在戰遊網攤位出場。官方網站也正式供應相關介紹漫畫與海報下載。3月28日開放由原聲優重新錄製的《少女與戰車》官方語音包第一彈「西住美穗」免費供應下載，5月19日開放第二彈「秋山優花里」，5月30日開放第三彈「武部沙織」（聲優為茅野愛衣），6月20日開放第四彈「五十鈴華」（聲優為尾崎真實），7月11日開放第五彈「冷泉麻子」（聲優為井口裕香），8月7日開放番外篇「諾娜」（聲優為上坂堇）。

### 軍事單位
戰遊網也在臺灣數次參與中華民國國防部的營區開放活動。2014年3月29日青年節於新竹縣湖口鄉營區設置攤位辦理推廣活動。5月31日黃埔建軍九十週年於高雄市鳳山區陸軍官校營區開放日亦同樣設置展區推廣。

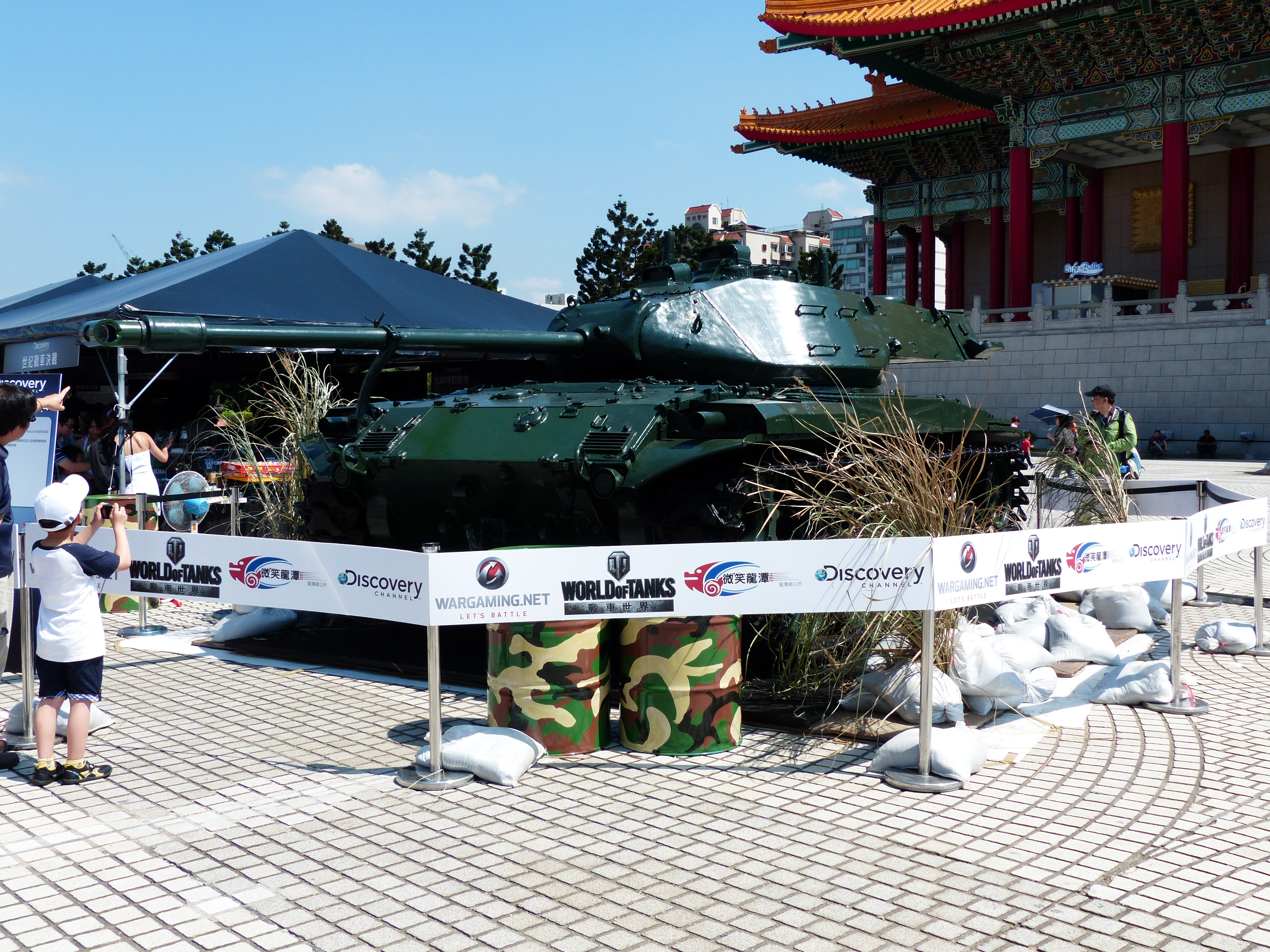
2013年臺北市特戰部隊體驗展《戰車世界》攤位與配合展示的M41A3戰車。
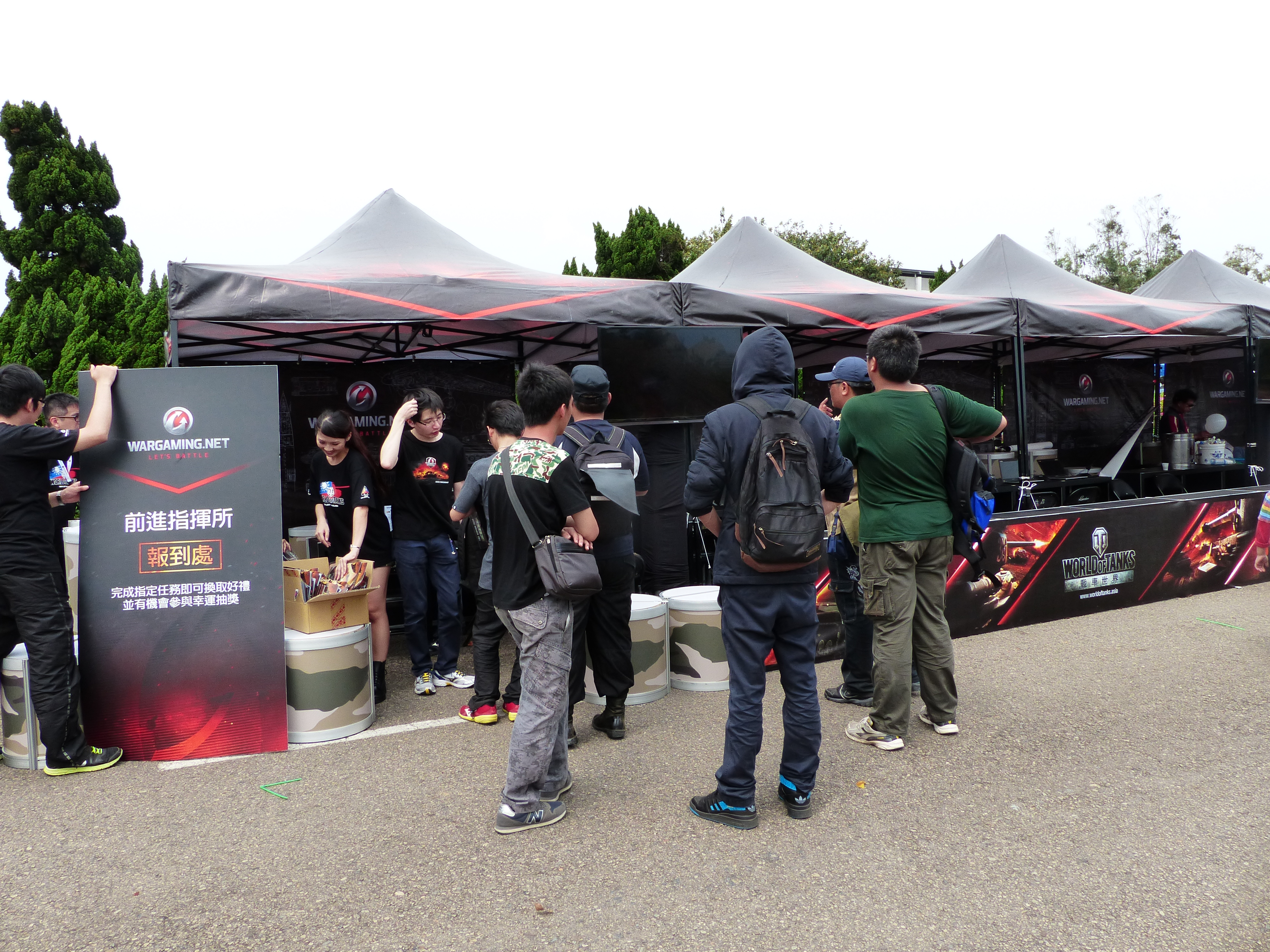
2014年陸軍新竹湖口營區開放活動的《戰車世界》前進指揮所。
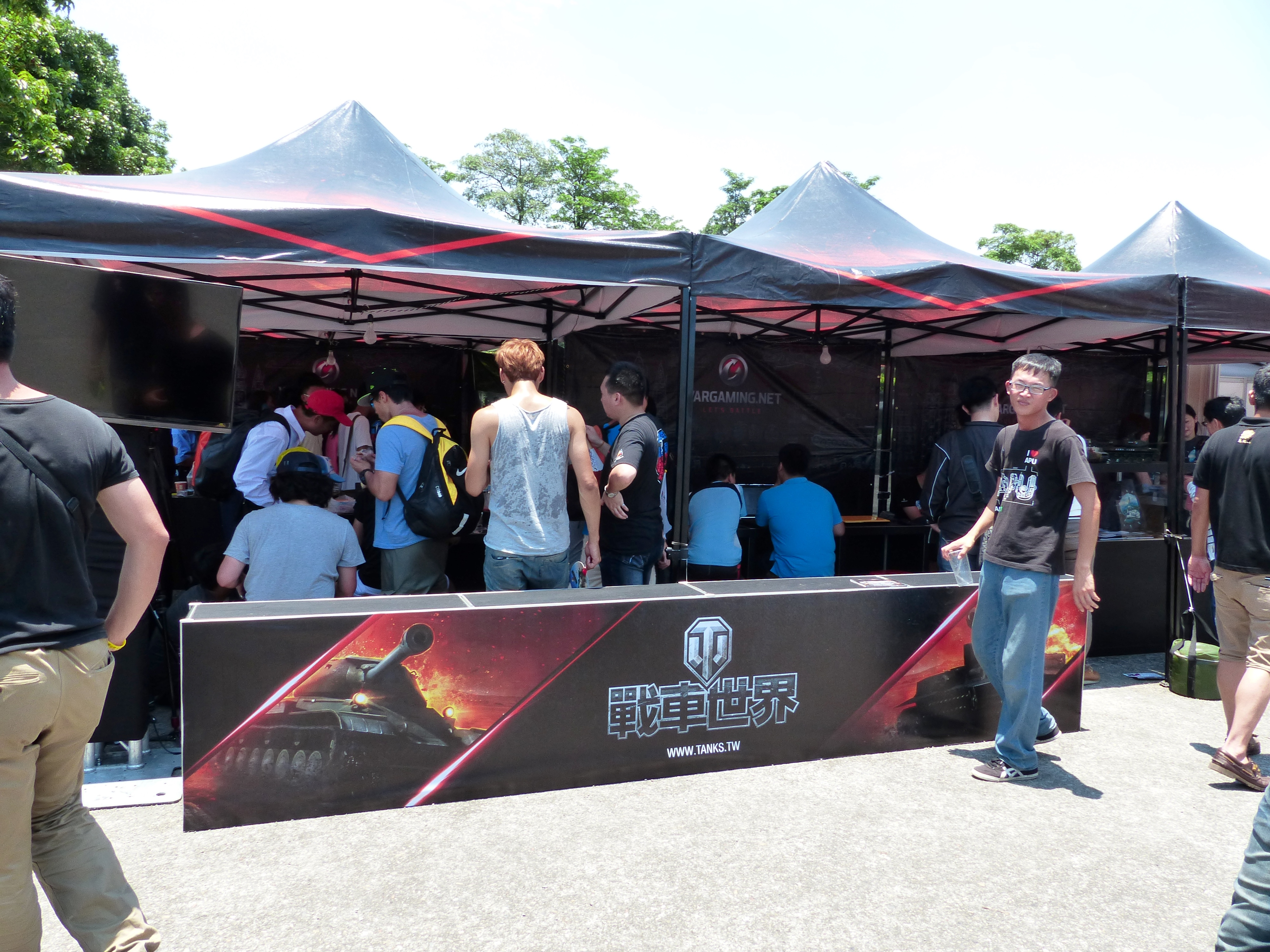
2014年陸軍官校營區開放活動的《戰車世界》體驗攤位。

### 電影
2014年10月9日E3電玩展Wargaming公布與布萊德彼特電影《狂怒（Fury）》合作，電影中的狂怒M4A3E8雪曼坦克將與索尼影業合力於近期在《戰車世界》、《戰車世界：Xbox 360 版》，以及《戰車世界：閃擊戰》中登場。

## 外部連結
各地官方网站
- 北美（页面存档备份，存于）
- 歐洲（页面存档备份，存于）
- 独联体（旧官网）（页面存档备份，存于）
- 独联体 （页面存档备份，存于）
- 亞洲（页面存档备份，存于）
- 韓國（页面存档备份，存于）
- 越南
- 中國（页面存档备份，存于）